# Dati panel
I dati longitudinali (o dati panel) vengono definiti dati che prevedono l’osservazione di differenti variabili, ciascuna in una serie di periodi di tempo.

## Rapporto con le serie storiche e i dati sezionali
I dati sezionali e le serie storiche possono essere visti come dei casi particolari di dati longitudinali: mentre i dati sezionali considerano diverse variabili in uno stesso periodo di tempo, la serie storica descrive l’evoluzione di una variabile in diversi periodi di tempo.
Ad esempio: i tassi di disoccupazione in Italia per ogni anno dal 1960 al 2017 sono una serie storica, i tassi di disoccupazione, d’inflazione, d’interesse, di crescita del PIL, il numero di abitanti, il numero di laureati in Italia nel 2017 sono dei dati sezionali, mentre questi dati in successione temporale sono dei dati longitudinali.
Istituzioni internazionali come il fondo monetario internazionale, la banca Mondiale, l’OCSE, e le Nazioni Unite raccolgono e pubblicano dati longitudinali su diversi Paesi.